# Peter Ljung
Peter Ljung, född 30 oktober 1982 i Åseda, är en svensk speedwayförare . Ljung är sedan flera år tillbaks bosatt i Vetlanda. Han är uppvuxen i staden och började köra speedway på Vetlanda motorstadion som 12-åring.
Peter Ljungs främsta meriter på speedwaybanan är som deltagare i det lag-VM som vann guld för Sverige 2004 och 2015, och han har tagit brons i individuella SM år 2013 och 2015. Peter deltog i VM-serien i speedway under 2012. I den svenska Elitserien har Peter Ljung representerat Dackarna, Västervik och Elit Vetlanda. Han har under flera år också kört seriespeedway i Polen och England. Under säsongen 2021 körde Peter för  Vetlanda i Elitserien och Griparna i Allsvenskan.